# Jozo Križanović
Jozo Križanović (ur. 28 lipca 1944, zm. 2 grudnia 2009) – bośniacki polityk, narodowości chorwackiej.

## Kariera polityczna
W marcu 2001 zastąpił Ante Jelavicia w Prezydium Bośni i Hercegowiny. Reprezentował społeczność chorwacką. Przewodniczący Prezydium od lipca 2001 do lutego 2002. Swoją kadencję jako członek Prezydium zakończył 5 października 2002.
Zmarł w wyniku komplikacji pooperacyjnych.